# Свято-Пантелеимоновский собор (Киев)
Свято-Пантелеимоновский собор — православный собор в пригороде Киева Феофании. Главный храм женского Свято-Пантелеимоновского монастыря.
Был построен в 1905—1912 годы по проекту архитектора Е. Ф. Ермакова в Феофании (южный пригород Киева) на территории мужского скита, приписанного к Киево-Михайловскому Златоверхому монастырю.
В 1920-е годы собор был разграблен и закрыт Советской властью. Во время Великой Отечественной войны собор также пострадал от миномётных обстрелов.
В 1990 году здание собора в плачевном состоянии было передано Украинской Православной Церкви. На протяжении 1990—1998 гг. собор был полностью восстановлен внутри и снаружи и в 1998 году освящён митрополитом киевским и всей Украины Владимиром. В 1993 году собор со зданиями и земельными угодьями был передан Покровскому женскому монастырю с целью образования скита.

## Галерея
- Общий вид собора.
- Пантелеимоновский собор. Вид с запада
- Малый храм монастыря
- Въездные ворота